# Francisco de los Cobos y Molina

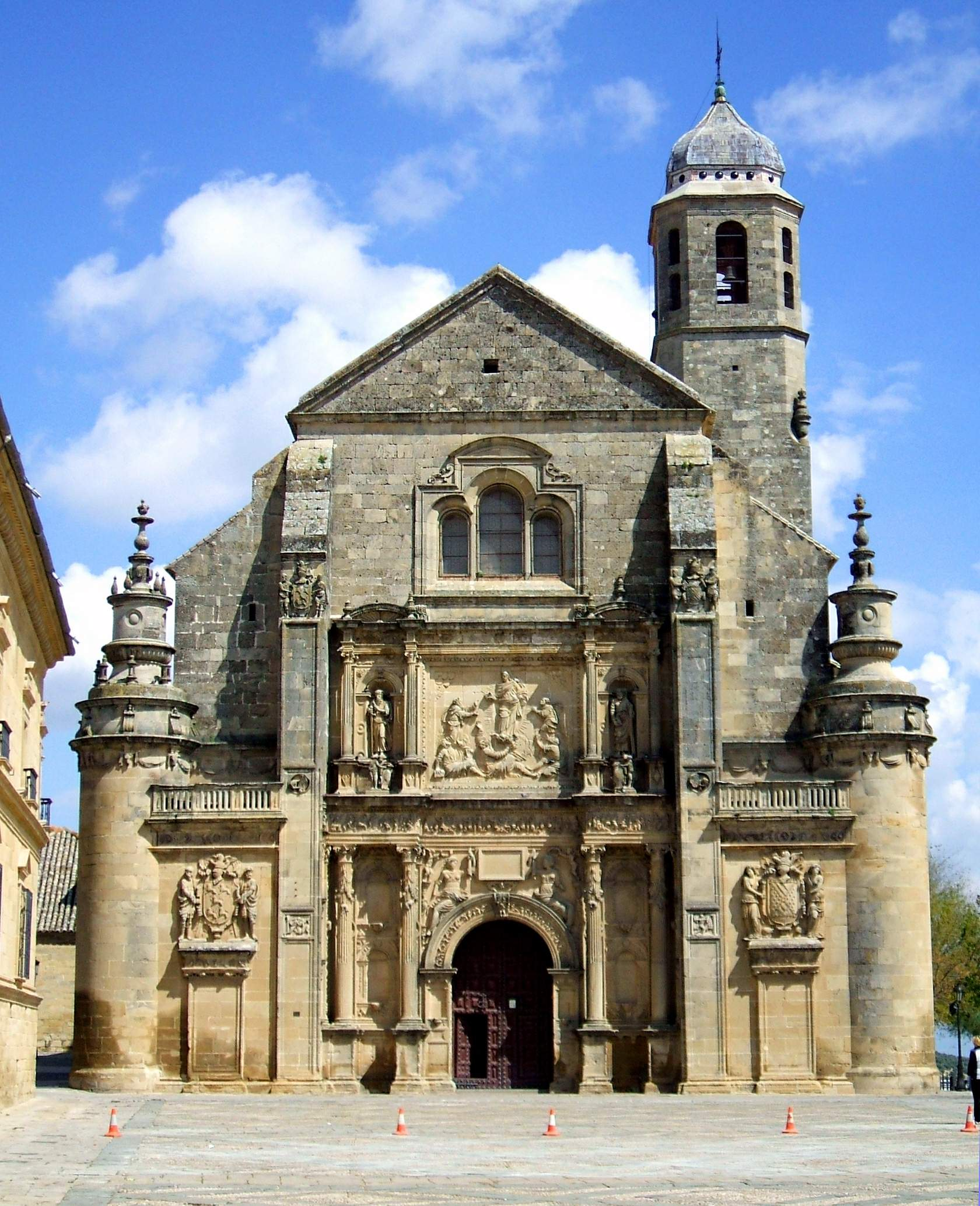
Sacra Capilla del Salvador, mausoleo di Los Cobos.

Francisco de los Cobos y Molina (Úbeda, 1477 circa – Úbeda, 10 maggio 1547) è stato un nobile spagnolo, Segretario di Stato dell'imperatore Carlo V e commendatore per il regno di Castiglia.

## Biografia
Nacque a Úbeda nel 1477 circa e morì il 10 maggio 1547 nella stessa città, dalla aristocratica, anche se economicamente svantaggiata, famiglia di Don Pedro Rodríguez de los Cobos, nipote di don Diego de los Cobos, reggente di Úbeda, e di Catalina de Molina. Nel 1522 sposò la quattordicenne María de Mendoza y Sarmiento, figlia di Juan Hurtado de Mendoza y María de Sarmiento, sesta contessa di Ribadavia. I suoi titoli sarebbero stati ereditati da suo figlio maschio Diego de los Cobos y Mendoza (circa 1523-1575), che fu successivamente insignito del titolo di primo marchese di Camarasa, insieme alla moglie, da re Carlo I di Spagna, alias imperatore del Sacro Romano Impero Carlo V il 18 febbraio 1543.
Sua figlia, sorella del primo marchese di Camarasa, Diego, è generalmente nota come Maria Sarmiento de Mendoza. Si sposò a Valladolid il 30 novembre 1538 con Gonzalo Fernández de Córdoba, governatore del Ducato di Milano, 1558-1560 e 1563-1564, cavaliere dell'Ordine del Toson d'oro dal 1555.
Nel 2008, questo titolo apparteneva al duca di Segorbe, Ignacio Medina Fernández de Córdoba y Fernández de Henestrosa.

## Carriera nel governo
La sua carriera ha beneficiato dell'aiuto di suo zio, Diego Vela Allide, tesoriere e segretario della regina Isabella I di Castiglia. Più tardi, dal 1503, lavorò come scrivano sotto il decano dei segretari della regina, Hernando de Zafra. Nel 1507, alla morte di Zafra, divenne primo tesoriere di Granada e poi reggente per Úbeda l'anno seguente. Queste posizioni avevano il diritto di riscuotere tributi e pagamenti alla corona.
Dopo la morte del re Ferdinando d'Aragona nel 1516, Cobos fu incaricato dal cardinale Francisco Cisneros con un viaggio in Asburgo-Fiandre per diventare un consulente per il giovane nuovo sovrano, Carlo I di Spagna. Egli informò il re su questioni che trattava con la parte spagnola dei suoi domini, e divenne compagno costante dell'imperatore. Nel 1528, alla caduta del cancelliere Mercurino Gattinara, permise a Francisco de los Cobos di essere nominato alla guida del Consiglio di Stato, da cui poteva influenzare la politica imperiale.

## Discendenza
Si sposò a Valladolid il 20 ottobre 1522 con María de Mendoza y Sarmiento, nata a Castrojeriz (Burgos) intorno al 1508 e morta a Valladolid il 10 febbraio 1587, contessa di Castrogeriz e VII contessa di Rivadavia, figlia di Don Juan de Mendoza. Ebbero due figli:
- Diego de los Cobos y Mendoza, I marchese di Camarasa, sposato:
  - nel 1543 con Francisca Luisa de Luna
  - nel 1579 con Leonor Sarmiento de Mendoza, VI contessa di Rivadavia , figlia di un cugino;
- María de los Cobos Sarmiento de Mendoza, nata nel castello di Sabiote e morta a Sessa Aurunca (Italia). Sposata a Madrid, La Almudena, il 6 febbraio 1539 con Gonzalo II Fernández de Córdoba, governatore di Milano, senza successione.

## Mecenatismo
Cobos fu in grado di accumulare grandi ricchezze nel suo lavoro con lo Stato. Egli fu in grado di utilizzare alcune delle sue ricchezze nel favorire il mecenatismo e acquistare opere arte. Incontrò Tiziano e organizzò tutto per il ritratto dell'imperatore compiuto dal famoso artista veneziano. Fu lui a chiamare in Spagna il pittore Giulio Aquili. Una nota triste è stata la perdita, durante un naufragio, di un grande numero di opere italiane, tra cui una Pietà di Sebastiano del Piombo e una serie di dipinti dal Comune di Lucca. Inoltre fu in grado di raccogliere ritratti di reali e nobili, così come regali esotici portati in Spagna dopo la conquista della Aztechi e Incas. Egli è noto per aver dato un manoscritto azteco rilegato in pelle di tigre allo storico Paolo Giovio di Napoli. Patrocinò anche l'architettura rinascimentale italiana del centro della città di Úbeda.